# Gesetz über den kaiserlichen Haushalt
Das Gesetz über den kaiserlichen Haushalt (jap. 皇室典範, kōshitsu tempan) von 1947 ist ein japanisches Gesetz, das die Erbfolge des Chrysanthementhrons, die Mitgliedschaft in der kaiserlichen Familie und andere Angelegenheiten regelt, die die Verwaltung des Kaiserlichen Haushaltes betreffen. Es wurde am 16. Januar 1947 in der letzten Sitzung des kaiserlichen Parlamentes verabschiedet. Es ersetzt seinen Vorgänger gleichen Namens von 1889, das neben der Meiji-Verfassung ebenfalls Verfassungsrang hatte und nur mit Zustimmung des Kaisers geändert werden konnte. Das revidierte Statut ist deutlich der japanischen Verfassung vom 3. Mai 1947 untergeordnet. In Kapitel 1: Artikel 2 der Verfassung steht: „Der Kaiserliche Thron soll dynastisch und vererbbar sein, in Übereinstimmung mit dem Gesetz über den kaiserlichen Haushalt erlassen vom Parlament.“
Hastig von der Regierung unter Premierminister Yoshida Shigerus während der amerikanischen Besatzung entworfen, war das Gesetz dazu bestimmt, die Gesetzgebung bezüglich des kaiserlichen Haushaltes in Übereinstimmung mit der neuen „demokratisierten“ Verfassung zu bringen. Das Gesetz hatte eine drastische Einschränkung der Mitgliedschaft in der kaiserlichen Familie zur Folge, nämlich auf Kaiser Hirohitos unmittelbare Familie, seine verwitwete Mutter und die Familien seiner drei Brüder. Die Seitenlinien der kaiserlichen Familie, die shinnōke und ōke, welche traditionell eine Quelle für potentielle Thronfolger waren, falls die Hauptlinie keinen Erben hatte, wurden, wie auch der japanische Adel an sich, abgeschafft (die 51 Mitglieder der elf Nebenzweige wurden am 14. Oktober 1947 formell aus dem Haushaltsregister gestrichen und zu gewöhnlichen Bürgern gemacht.). Das neue Gesetz übernahm das Senioratsprinzip aus dem 1889er Gesetz und der Meiji-Verfassung, schränkte die Thronfolge aber noch weiter ein auf rechtmäßig geborene Söhne, Enkel und Nachkommen aus der männlichen Linie eines Kaisers. Vorher konnten von Konkubinen geborene Söhne und Enkel und deren Nachkommen die Thronfolge eines Kaisers antreten. Zuletzt enthielt das Gesetz auch noch Mechanismen zur Regulierung der zukünftigen Größe der kaiserlichen Familie (und somit auch der finanziellen Belastung des Staates).
Das Gesetz über den kaiserlichen Haushalt ist kein Hausgesetz, da es vom japanischen Parlament, nicht vom kaiserlichen Haus autonom, erlassen wurde.
Die Kapitel des Haushaltsgesetzes regeln:
1. Die Reihenfolge der Thronfolge
2. Die Einrichtung einer Regentschaft, sollte der Kaiser minderjährig sein oder an ernsthaften Beschwerden leiden
3. Die Mitgliedschaft in der kaiserlichen Familie
4. Die Zusammensetzung des Konzils des Kaiserlichen Haushaltes
5. Die Bezeichnungen und Titel des Kaisers und der Mitglieder der kaiserlichen Familie
6. Die Vermählungen des Kaisers, des Kronprinzen und der Prinzen von Geblüt
7. Die Riten für kaiserliche Begräbnisse, kaiserliche Mausoleen und der Aufrechterhaltung des kaiserlichen Familienregisters

Kapitel 1: Artikel 1 des Gesetzes sagt aus: „Der kaiserliche Thron von Japan soll von legitimen männlichen Nachkommen aus der männlichen Linie der Kaiserlichen Ahnen bestiegen werden.“ Die Thronfolge wird in Artikel 2 näher bestimmt:
1. Der älteste Sohn des Kaisers
2. Der älteste Sohn des ältesten Sohnes des Kaisers
3. Andere Nachkommen des ältesten Sohnes des Kaisers
4. Der zweitälteste Sohn des Kaisers und dessen Nachkommen
5. Andere Nachkommen des Kaisers
6. Brüder des Kaisers und deren Nachkommen
7. Onkel des Kaisers und deren Nachkommen[4]

## Nachträgliche Änderungen
- 31. Mai 1949: Gesetz Nr. 134 (総理府設置法の制定等に伴う関係法令の整理等に関する法律, Sōrifu setchi-hō no seitei-tō ni tomonau kankei hōrei no seiri-tō ni kansuru hōritsu; Einrichtung der Sōri-fu)
- 9. Juni 2017: Gesetz Nr. 63 (天皇の退位等に関する皇室典範特例法, Tennō no taii-tō ni kansuru kōshitsudenpan tokurei-hō; Ermöglichung der Abdankung von Tennō Akihito)

## Belege
1. ↑  vgl. Ramming, Martin; Japan Handbuch; Berlin 1941
2. ↑  Verfassung (Memento vom 14. Dezember 2013 im Internet Archive)
3. ↑  Life in the Cloudy Imperial Fishbowl, Japan Times, 27. März 2007.
4. ↑  Wortlaut des Gesetzes (Memento vom 19. März 2007 im Internet Archive) (englisch)